# Matt Burke
Matthew Coleman Burke (Sydney, 26 marzo 1973) è un ex rugbista a 15 e allenatore di rugby a 15 australiano, campione del mondo nel 1999 e secondo miglior marcatore (al 2010) della Nazionale australiana con 878 punti. Benché il suo ruolo naturale fosse quello di estremo, disputò molti incontri anche nel ruolo di centro e, talora, viste le sue caratteristiche di calciatore (più di 180 trasformazioni e 200 calci piazzati nella sola carriera nel campionato provinciale australiano), anche di mediano d'apertura; più raramente giocò come ala. Dopo il ritiro dall'attività agonistica è divenuto istruttore al tiro al piede dei giocatori del Waratahs, suo club per tutta la carriera australiana.

## Biografia
Burke iniziò a giocare a rugby nel St. Joseph's College di Hunters Hill (suburbio di Sydney) e fece parte delle varie rappresentative della scuola, fino a giungere alla prima squadra; nel 1990 fu ingaggiato dall'Eastwood, squadra militante nello Shute Shield di Sydney; fu chiamato per le varie selezioni giovanili nazionali e per la selezione australiana a VII, e già dal 1992 rappresentò il Nuovo Galles del Sud nel campionato nazionale.
Nel 1993 esordì con gli Wallabies a Sydney contro il Sudafrica (vittoria 19-12) e due anni più tardi fu in campo nella Coppa del Mondo di rugby 1995, la prima delle sue tre consecutive: in tale edizione, che si concluse con l'uscita ai quarti dell'Australia per mano dell'Inghilterra, Burke realizzò 9 punti, frutto di una meta e due calci di trasformazione.
Scese in campo nella prima edizione del Tri Nations (1996) realizzando, in occasione della sconfitta interna contro la Nuova Zelanda a Brisbane, uno score personale di 20 punti, sua terza migliore prestazione internazionale dell'epoca (dopo i 39 punti realizzati contro il meno quotato Canada e i 21 al Galles); nel 1999 fu presente alla Coppa del Mondo nel Regno Unito disputandovi tutti i 6 incontri: nel primo turno realizzò 43 punti, e per la prima volta (contro gli Stati Uniti) fu schierato nel ruolo di ala dopo aver giocato sempre estremo e, talora, centro; nella fase eliminatoria, tornato al ruolo di estremo, marcò 24 punti al Sudafrica nella semifinale di Twickenham (8 piazzati), vinta 27-21 e, nella successiva finale di Cardiff marcò 25 dei 35 punti con i quali gli Wallabies sconfissero la Francia e si aggiudicarono la Coppa del Mondo.
Dopo la vittoria in Coppa, la carriera di Burke fu rallentata da frequenti infortuni, il più fastidioso dei quali uno, ricorrente, alla spalla; per effetto di ciò, anche con la trasformazione più o meno definitiva in centro o ala, Burke non fu più incisivo sul risultato finale nella maniera in cui era solito essere: l'ultima performance di livello contro un avversario di spessore furono i 25 punti realizzati ai British Lions nel loro tour del 2001; nel 2003 fu in panchina per tutta la seconda metà della Coppa del Mondo che si tenne proprio in Australia, e non fu utilizzato neppure per la finale che gli Wallabies persero all'ultimo secondo dei tempi supplementari contro l'Inghilterra di Jonny Wilkinson.
Nel 2004 terminò la sua carriera australiana, sia internazionale che di club: nonostante fosse il miglior marcatore della selezione del Nuovo Galles del Sud con 1.172 punti in 115 incontri nel campionato australiano, nonché il più prolifico realizzatore della franchigia dei Waratahs nel Super 12 SANZAR con 959 punti in 79 incontri e il detentore del record di punti internazionali per l'Australia ancora in attività (e secondo assoluto dopo Michael Lynagh), Burke non fu incluso nella rosa dei Waratahs per il Super 12 del 2005, e disputò il suo ultimo incontro per gli Wallabies il 21 agosto, a 11 anni esatti dal suo esordio, a Durban contro il Sudafrica, suo avversario del debutto.
Burke accettò quindi un ingaggio in Europa, nel Newcastle Falcons, la squadra in cui militava all'epoca il fresco campione del mondo Jonny Wilkinson; nel Newcastle Burke tornò alla posizione di estremo e, nonostante il calciatore designato fosse Wilkinson, Burke mise a segno in 4 stagioni 288 punti; nel 2007, inoltre, acquisì la cittadinanza del Regno Unito grazie all'origine inglese di sua madre, cosa questa che permise al Newcastle di schierare uno straniero in più.
Nel maggio 2008, a causa di un infortunio al ginocchio il cui recupero fu più complicato del previsto, Burke decise di metter fine alla sua carriera agonistica; il suo ultimo incontro risaliva al 21 dicembre precedente, contro il Bath, in Guinness Premiership.
Tornato in Australia, Burke fu ricontattato dai Waratahs che, a partire dalla stagione SANZAR 2010, gli offrirono un incarico nello staff tecnico, quello di istruttore dei calciatori e di curatore dell'abilità dei tre quarti; nonostante il contrastato addio di quattro anni prima Burke accettò l'incarico, che tuttora ricopre; riferendosi al periodo di quando fu costretto a lasciare il club, Burke dichiarò di essere tornato «senza alcun risentimento», aggiungendo anche che «si dovesse covare rancore così a lungo si vivrebbe male: sono stato tre anni e mezzo in Europa e da allora ho guardato avanti».

## Palmarès
- Coppe del mondo: 1
Australia: 1999